# Тулупова, Светлана Владимировна
Светла́на Влади́мировна Тулу́пова (14 июня 1991, Гомель) — белорусская гребчиха-каноистка, выступала за сборную Белоруссии в начале 2010-х годов. Чемпионка Европы, серебряная призёрша континентального первенства, многократная чемпионка республиканских и молодёжных регат. На соревнованиях представляла Гомельскую область, мастер спорта международного класса.

## Биография
Светлана Тулупова родилась 14 июня 1991 года в Гомеле. Активно заниматься греблей начала в раннем детстве, проходила подготовку в гомельской специализированной детско-юношеской школе олимпийского резерва «Дельфин». Тренировалась под руководством таких специалистов как Е. Ю. Джумалеев и В. А. Прищепов, состояла в спортивном клубе Федерации профсоюзов Беларуси. Первого серьёзного успеха добилась в 2010 году, когда попала на молодёжный чемпионат Европы и заняла пятое место в гонке одиночных каноэ на дистанции 200 метров.
На взрослом международном уровне впервые заявила о себе в сезоне 2011 года, когда попала в основной состав белорусской национальной сборной и благодаря череде удачных выступлений удостоилась права защищать честь страны на чемпионате Европы в сербском Белграде. В зачёте двухместных экипажей на дистанции 500 метров вместе с напарницей Екатериной Герасименко обогнала всех соперниц и завоевала золото.
В 2012 году в двойке с Герасименко на пятистах метрах Тулупова выиграла серебряную медаль на чемпионате Европы в хорватском Загребе, уступив лидерство лишь команде Венгрии. В сезоне 2014 года участия не принимала.
Имеет высшее образование, окончила Гомельский государственный университет имени Франциска Скорины, где обучалась на факультете физической культуры. За выдающиеся спортивные достижения удостоена звания мастера спорта международного класса.